# (1964) Luyten
(1964) Luyten es un asteroide perteneciente al cinturón de asteroides descubierto por Ingrid van Houten-Groeneveld, Cornelis Johannes van Houten y Tom Gehrels desde el observatorio del Monte Palomar, Estados Unidos, el 24 de septiembre de 1960.

## Designación y nombre
Luyten recibió al principio la designación de 2007 P-L.
Más adelante se nombró en honor del astrónomo estadounidense de origen neerlandés Willem Jacob Luyten (1899-1994).

## Características orbitales
Luyten orbita a una distancia media de 2,466 ua del Sol, pudiendo alejarse hasta 2,945 ua y acercarse hasta 1,987 ua. Tiene una excentricidad de 0,1944 y una inclinación orbital de 2,384°. Emplea en completar una órbita alrededor del Sol 1414 días.